# Arne Mattsson
Arne Mattsson (Uppsala, 2 de diciembre de 1919 - Estocolmo, 28 de junio de 1995) fue un director de cine sueco.

## Biografía
Los primeros films de Mattsson fueron principalmente comedias. Su mayor éxito fue Un solo verano de felicidad (Hon dansade en sommar) (1951), con el que ganó el Oso de Oro en el Festival Internacional de Berlín de 1951 y una nominación en el Gran Premio en el Festival de Cannes en 1952. Causó gran polémica en su tiempo por la aparición de un desnudo.

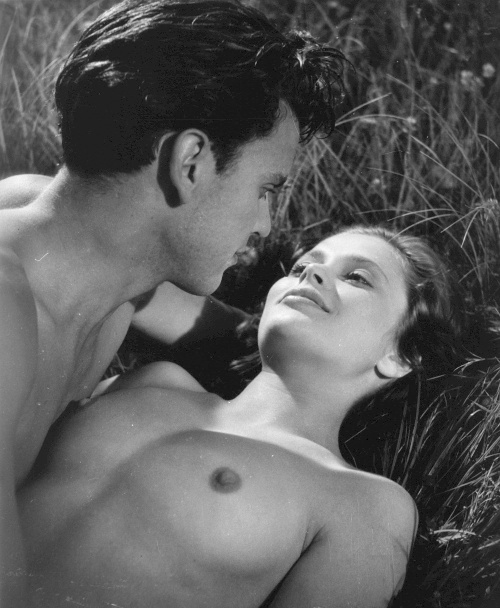
Escenas de desnudo en la película de Arne Mattsson en Un solo verano de felicidad

Su película de 1953 Bread of Love (Kärlekens bröd), basada en la novela autobiográfica de Peder Sjögren como voluntario en la Guerra de Continuación de Finlandia entre 1941 y 1944 y que fue prohibida en Finlandia y provocó la ira de los soviéticos en el Festival de Cine de Cannes. A pesar de todo esto, Sjögren admitió a regañadientes que como estudio de hombres sometidos a fuertes presiones resultaba impresionante.
En 1958 dirigió Damen i svart, su primer largometraje de una serie de cinco llamado Hillman-thrillers, centrado en la serie de historias de Folke Mellvig. La segunda de las historias, Mannekäng i rött (1958), es considerada como la precursora de las películas giallo italianas, como Blood and Black Lace de Mario Bava. También destaca su único trabajo en España. En 1959, dirigió junto a Eusebio Fernández Ardavín Llegaron dos hombres, un thriller sobre un asesinato de dos reclusos que se han escapado y se encierran en un colegio donde toman a la profesora y a unos niños como rehenes. El films estaba protagonizado por Francisco Rabal y Ulla Jacobsson.
La popularidad de las películas de misterio de Mattson decayó en la década de los 70 y 80. En los últimos años realizó thrillers de bajo presupuesto y de baja calidad con Mats Helge Olsson.

## Filmografía
- I brist på bevis (1943, writer)
- Räkna de lyckliga stunderna blott (1944)
- ... och alla dessa kvinnor (1944)
- I som här inträden (1945)
- Maria på Kvarngården (1945)
- Rötägg (1946)
- Peggy på vift (1946)
- Pappa sökes (1947)
- Llega un invitado (Det kom en gäst) (1947)
- Rallare (1947)
- Kvinna i vitt (1949)
- Farlig vår (1949, also writer)
- När kärleken kom till byn (1950)
- Kyssen på kryssen (1950)
- Kastrullresan (1950)
- Un solo verano de felicidad (Hon dansade en sommar) (1951)
- Bärande hav (1951)
- För min heta ungdoms skull (1952)
- Hård klang (1952)
- Det var dans bort i vägen (1953, corto)
- Kärlekens bröd (1953)
- Salka Valka (1954)
- Storm över Tjurö (1954)
- Förtrollad vandring (1954)
- Hemsöborna (1955)
- Nattens väv (1955)
- Flickan i frack (1956)
- Litet bo (1956)
- Livets vår (1957)
- Ingen morgondag (1957)
- The Phantom Carriage (Körkarlen) (1958)
- Damen i svart (1958)
- La maniquí roja (Mannekäng i rött) (1958)
- Ryttare i blått (1959)
- Får jag låna din fru? (1959)
- Llegaron dos hombres (1959)
- Sommar och syndare (1960)
- When Darkness Falls (1960)
- Ljuvlig är sommarnatten (1961)
- El maniquí (Vaxdockan) (1962)
- Biljett till paradiset (1962)
- Vita frun (1962)
- Den gula bilen (1963)
- Det är hos mig han har varit (1963)
- Blåjackor (1964)
- Brott och straff – men det är svårt (1964)
- Morianerna (1965)
- Nattmara (1965)
- Här kommer bärsärkarna (1965)
- El misterio del lago (Yngsjömordet) (1966)
- Mördaren - En helt vanlig person (1967)
- Förtrollad resa (1966)
- El círculo diabólico (Den onda cirkeln) (1966)
- Bamse (1968)
- Ann och Eve - de erotiska (1970)
- Smutsiga fingrar (1973)
- Mannen i skuggan (1978)
- Sometime, Somewhere... (1983)
- La máscara asesina (Mask of Murder) (1985)
- Culpable de seducción (The Girl) (1987)
- Sleep Well, My Love (1987)
- The Mad Bunch (1989, con Mats Helge Olsson)

## Premios y distinciones
Festival Internacional de Cine de Berlín
| Año  | Categoría  | Película                    | Resultado |
| ---- | ---------- | --------------------------- | --------- |
| 1952 | Oso de Oro | Un solo verano de felicidad | Ganador   |